# Raffaele Bagnulo
Raffaele Bagnulo (Napoli, 30 novembre 1879 – Bologna, 28 dicembre 1975) è stato un esperantista e giurista italiano.

## Biografia
Apprese la lingua esperanto nel 1902; fu pioniere del movimento esperantista italiano e della promozione dell'esperanto a Napoli.
Fu cofondatore della prima organizzazione esperantista italiana e dei primi periodici in lingua. Partecipò al Congresso Universale di Esperanto del 1905 insieme a Daniele Marignoni, Clarence Bicknell, Albert Gallois, Rosa Junck, e Gaspard Blanc. In tale sede fu eletto membro del  Lingva komitato (Comitato Linguistico) ed iniziò così una corrispondenza epistolare con Ludwik Lejzer Zamenhof, l'iniziatore della lingua.
Fu avvocato dello Stato in diverse città (da ultimo a Bologna), il che gli permise di promuovere l'esperanto presso personalità politiche.

## Opere
- Saluto al la gegastoj ("Un saluto agli ospiti"), inno congressuale per un coro di quattro voci, musicato da Ettore Desderi.
- Il congresso di Bologna "Pro Esperanto": 6-10 settembre 1952 (Bergamo, Camera di Commercio, 1953).